# Flavian I al Antiohiei
Flavian I al Antiohiei (în latină Flavianus I; n. 320 d.Hr., Antiohia, Prefectura pretoriană a Orientului, Imperiul Roman – d. 404 d.Hr., Antiohia, Prefectura pretoriană a Orientului, Imperiul Roman de Răsărit) a fost episcop sau patriarh al Antiohiei din 381 până în 404.

## Biografie
S-a născut în jurul anului 320, cel mai probabil în Antiohia. A moștenit o mare avere, dar a hotărât să-și dedice talentul și bogățiile în slujba bisericii. Împreună cu Diodor, ulterior episcop de Tars, a apărat credința creștin-ortodoxă împotriva ereticului arian Leontie (344-358), care îi succedase lui Eustatie ca patriarh al Antiohiei. Cei doi prieteni și-au adunat adepții în afara zidurilor orașului pentru organizarea slujbelor religioase (potrivit teologului antiohian Teodoret, în aceste adunări a fost introdusă practica cântării antifonale în slujbele bisericești).
Meletie, care a fost numit episcop al Antiohiei în anul 361, l-a hirotonit pe Flavian ca preot, iar la moartea lui Meletie, în 381, Flavian a fost ales să-i succeadă pe tronul episcopal al Antiohiei. Schisma dintre cele două grupări era totuși departe de a fi vindecată. Episcopul Romei și patriarhul Alexandriei au refuzat să-l recunoască pe Flavian, iar Paulin al II-lea, care fusese ales episcop de gruparea eustatienilor în opoziție cu Meletie, a continuat să-și exercite autoritatea asupra unei porțiuni a bisericii. În anul 386 episcopul Flavian l-a hirotonit preot pe Ioan Gură de Aur.
La moartea lui Paulin în anul 388, Evagrie a fost ales urmașul său. După moartea lui Evagrie (în 392 sau 393) Flavian a reușit să împiedice alegerea unui succesor, deși eustatienii au continuat să țină slujbe bisericești separate. Prin intervenția lui Ioan Gură de Aur la scurt timp după alegerea sa ca arhiepiscop al Constantinopolului în 398 și ca urmare a influenței împăratului Teodosie I, Flavian a fost recunoscut în anul 399 ca unic episcop legitim al Antiohiei.
Cu toate acestea, schisma eustatiană a fost vindecată abia în anul 415, ca urmare a eforturilor de reconciliere depuse de Alexandru (numit episcop în 412), succesorul lui Porfirie. Flavian este venerat ca sfânt atât în bisericile apusene, cât și în cele răsăritene.